# Kaustby ekonomiska region
Kaustby ekonomiska region (finska: Kaustisen seutukunta) är en av ekonomiska regionerna i landskapet Mellersta Österbotten i Finland. 
Folkmängden i Kaustby ekonomiska region uppgick den 1 januari 2013 till 16 101 invånare, regionens  totala areal utgjordes av 3 261 kvadratkilometer och landytan utgjordes av 3 106  kvadratkilometer.  I Finlands NUTS-indelning representerar regionen nivån LAU 1 (NUTS 4), och dess nationella kod är 161.

## Förteckning över kommuner
Kaustby ekonomiska region består av följande sex kommuner: 
- Kaustby kommun
- Halso kommun
- Lestijärvi kommun
- Perho kommun
- Toholampi kommun
- Vetil kommun

Samtliga kommuners språkliga status är enspråkigt finska.